# Октомбері (Терджольський муніципалітет)
Октомбері (груз. ოქტომბერი) — село в Грузії.
За даними перепису населення 2014 року в селі проживає 568 осіб.